# Vladímir Patkin
Vladímir Patkin (rus: Влади́мир Леони́дович Па́ткин)  (Bobrov, 8 de desembre de 1945) és un jugador de voleibol rus, ja retirat, que va competir sota bandera de la Unió Soviètica durant les dècades de 1960 i 1970.
El 1972 va prendre part en els Jocs Olímpics d'Estiu de Múnic, on guanyà la medalla de bronze en la competició de voleibol.
En el seu palmarès també destaca una medalla d'or al Campionat d'Europa de voleibol de 1971. A nivell de clubs va jugar al Dinamo Vorónej (fins al 1969), Dinamo Irkutsk (1969-1970) i CSKA Moscou (1970-1974), amb qui guanyà la lliga soviètica de 1971 a 1974, la Copa soviètica de 1972 i la Copa d'Europa de 1973 i 1974.
Entre el 1975 i 1982 fou entrenador de l'equip masculí de la Unió Soviètica i de 1983 a 1987 de l'equip femení. En ambdós equips aconseguí nombroses victòries. Posteriorment ha ocupat diversos càrrecs directius a la Federació Russa de Voleibol i la Confederació Europea de Voleibol.